# Monique Knol
Monique Knol (Wolvega, 31 maart 1964) is een Nederlands voormalig wielrenster. Ze werd Nederlands, wereld- en olympisch kampioene.

## Biografie
Monique Knol brak door in 1988 toen zij Nederlands kampioene op de weg werd. Toch was zij nog een relatieve onbekende en groot was dus de verrassing en de vreugde toen zij ook tijdens de Olympische Spelen in Seoel de wegwedstrijd won. In een lange sprint versloeg zij de Duitse Jutta Niehaus en Laima Zilporìte uit de Sovjet-Unie. Knol was de eerste Nederlandse medaillewinnaar bij het dameswielrennen, dat in 1988 overigens pas voor de tweede maal op het Olympische programma stond.
Twee jaar later werd Monique Knol in Utsunomiya (Japan) wereldkampioen met het Nederlands team op de 50 km ploegentijdrit. Van die ploeg maakte ook een nieuw talent deel uit: Leontien van Moorsel. Deze zou in latere jaren Knol overvleugelen en er zou een zekere rivaliteit tussen beiden ontstaan. In 1992 leek Van Moorsel, die regerend wereldkampioene was en net de Tour Féminin gewonnen had, de favoriete tijdens de wegwedstrijd van de Spelen in Barcelona. De samenwerking in de Nederlandse ploeg liet echter te wensen over en uiteindelijk was het Knol die er met een (bronzen) medaille vandoor ging.
Monique Knol won twaalf etappes in de Tour Féminin. De koers die haar het beste lag was die van Tjejtrampet in Zweden, die zij viermaal won. Zij beëindigde haar wielercarrière in 1996, maakte een kortstondige comeback in 2002 en was o.a. trainer van de nationale damesjunioren selectie. Tegenwoordig beoefent zij de dressuursport.
Op 15 juli 2008 liet Knol in het AVRO-tv-programma Vinger aan de Pols weten dat zij zichzelf bijna letterlijk kapot trainde om mee te kunnen doen aan de Olympische Spelen.
In 2010 deed Knol mee aan het AVRO-programma Eeuwige roem. Ze werd daarin in de eerste aflevering uitgeschakeld.
In juni 2013 vertelde Knol in het radioprogramma De Perstribune over dopinggebruik bij een Nederlandse renster. In augustus 2016 noemde zij de naam van Leontien van Moorsel als degene bij wie ze dopinggebruik vermoedt.
Knol woont samen met haar voormalig trainer/ploegleider Wim Kruis. Zij hebben samen een dochter. In februari 2019 brandde haar huis in Wezep tot de grond toe af. Haar paarden, hond en haar medailles werden evenwel gered.

## Belangrijkste overwinningen
1986
- Nederlands baankampioene, sprint

1987
- 3e en 4e etappe Postgiro
- Nederlands baankampioenschap sprint

1988
- Olympische wegrit, Seoel
- Nederlands kampioene op de weg

1989
- 2e en 4e etappe Postgiro
- 11e etappe La Grande Boucle Féminine

1990
- Wereldkampioene ploegentijdrit 50 km, Utsunomiya
  - (met: Leontien van Moorsel, Astrid Schop en Cora Westland)

1991
- 1e, 3e en 5e etappe en eindklassement Tygrikeskupen
- Rund um den Henninger-Turm
- Wereldkampioenschap ploegentijdrit 50 km
- Nederlands kampioenschap op de weg
- Nederlands kampioenschap tijdrijden
- Nederlands baankampioenschap achtervolging

1992
- Olympische wegrit, Barcelona
- Nederlands kampioenschap op de weg

1984: Connie Carpenter-Phinney ·
1988: Monique Knol ·
1992: Kathy Watt ·
1996: Jeannie Longo ·
2000: Leontien van Moorsel ·
2004: Sara Carrigan ·
2008: Nicole Cooke ·
2012: Marianne Vos ·
2016: Anna van der Breggen ·
2020: Anna Kiesenhofer ·
2024: Kristen Faulkner